# 2015年緬甸憲法公投
緬甸在2015年5月舉行一次憲法公投 。如果公投通過，那麼這次公投所擬議的改革將會於2015年11月的選舉結束後生效。

## 公投內容
這次公投對憲法的修改如下：如果要修改憲法，那麼必須得到上下兩院各75%以上的議員的同意纔能進行公投。而且，公投必須要有超過50%的登記選民同意方能通過，而不是像以前那樣只要有50%的投票者同意就行。